# Hobart Muir Smith
Hobart Muir Smith (26 de septiembre de 1912 – 4 de marzo de 2013) fue un herpetólogo estadounidense. Describió más de 100 nuevas especies de reptiles y anfibios americanos. Ha sido honrado con al menos cinco especies que llevan su nombre, incluyendo Tantilla hobartsmithi, Anolis hobartsmithi. A 100 años de edad, Smith siguió siendo un herpetólogo activo y productivo.

## Biografía
Nació como Frederick William Stouffer y fue adoptado a la edad de cuatro años por Charles y Frances Smith, una pareja de agricultores. Obtuvo su licenciatura en ciencias en la Universidad Estatal de Kansas, bajo la dirección de Howard Gloyd Kay (1902-1978). Obtuvo su maestría en Ciencias en 1933 y su doctorado en 1936 en la Universidad de Kansas bajo la dirección de Edward Harrison Taylor (1889-1978). Su tesis trató del género Sceloporus. Participó en varias misiones científicas en México.

## Carrera
De 1947 a 1968 fue profesor de zoología en la Universidad de Illinois en Urbana-Champaign. En 1968 se retiró a Boulder (Colorado), donde fue nombrado profesor de biología en la Universidad de Colorado. En 1972, es nombrado director del Departamento de Biología de la Universidad. En 1983, se jubiló obteniendo el grado de profesor emérito, y continuó sus investigaciones. Es autor de 880 publicaciones, incluyendo 29 libros.

## Obra selecta
- 1939 : Notes on Mexican reptiles and amphibians. Field Mus. Nat. Hist. Zool. Ser., 24 : 15-35.
- 1945 : Checklist and key to snakes of Mexico.
- 1946 : Handbook of Lizards, Lizards of the US and of Canada.
- 1948 : Checklist and key to amphibians of Mexico.
- 1950 : Handbook of Amphibians and Reptiles of Kansas.
- 1950 : Checklist and Key to Reptiles of Mexico Exclusive of Snakes.
- 1952 : con Louis W. Ramsey, A new turtle from Texas. Wasmann J. Biol., 10 : 45-54.
- 1956 : con Herbert S. Zim, Reptiles and Amphibians - A Guide to Familiar American Species.
- 1958 : Total regeneration of the carapace in the box turtle. Turtox News, 36 : 234-237.
- 1958 : Reptiles and Amphibians - A Guide to Familiar American Species.
- 1958 : con L.F. James, The taxonomic significance of cloacal bursae in turtles. Trans. Kansas Acad. Sci., 61 : 86-96.
- 1959 : Poisonous Amphibians and Reptiles.
- 1961 : Evolution of Chordate Structure .
- 1965 : Snakes as Pets.
- 1971 : Analysis of the Literature on the Mexican Axolotl.
- 1973 : Analysis of the Literature Exclusive of the Mexican Axolotl.
- 1976 : Source Analysis and Index for Mexican Reptiles.
- 1976 : Source Analysis and Index for Mexican Amphibians.
- 1977 : Guide to Mexican Amphisbaenians and Crocodilians.
- 1979 : con Rozella B. Smith (1911-1987), Synopsis of the Herpetofauna of Mexico. Vol. VI. Guide to Mexican Turtles, Bibliographic Addendum III. John Johnson, North Bennington, Vermont.
- 1980 : Guide to Mexican Turtles
- 1982 : con Edmund D. Brodie, Jr., Reptiles of North America - A Guide to Field Identification.
- 1996 : con R. Humphrey y David Alfred Chiszar (1944-), A range extension for the box turtle Terrapene yucatana. Bull. Maryland Herp. Soc., 32 : 14-15.